# Томас Фонтен
Томас Фонтен (на малгашки: Thomas Fontaine) е мадагаскарски футболист, който играе на поста централен защитник. Състезател на Генчлербирлиги.

## Кариера
Фонтен е юноша на Лион и в кариерата си е играл в отборите на Лион Б, Тур, Оксер, Клермон, Реймс, Лориан и Нанси.
На 21 септември 2022 г. мадагаскарецът подписва с Берое. Дебютира на 3 октомври при загубата с 0:1 като домакин на Левски (София).

### Генчлербирлиги
На 10 януари 2023 г. Фонтен е обявен за ново попълнение на Генчлербирлиги.

## Национална кариера
На 9 юни 2017 г. Томас дебютира в официален мач за националния отбор на Мадагаскар, при победата с 1:3 като гост на националния отбор на Судан, в среща от квалификациите за Купата на африканските нации през 2019 г.

## Успехи
Лориан
- Лига 2 (1): 2019/20